# Melissodes rivalis
Melissodes rivalis là một loài Hymenoptera trong họ Apidae. Loài này được Cresson mô tả khoa học năm 1872.